# Коломбје (Горња Саона)
Коломбје (фр. Colombier) насеље је и општина у источној Француској у региону Франш-Конте, у департману Горња Саона која припада префектури Везул.
По подацима из 2011. године у општини је живело 433 становника, а густина насељености је износила 31,13 становника/km². Општина се простире на површини од 13,91 km². Налази се на средњој надморској висини од 244 метара (максималној 375 m, а минималној 222 m).

## Демографија
| 1962. | 1968. | 1975. | 1982. | 1990. | 1999. | 2011. |
| ----- | ----- | ----- | ----- | ----- | ----- | ----- |
| 339   | 354   | 372   | 387   | 384   | 379   | 433   |

График промене броја становника у току последњих година